# Road to India
Road to India est un jeu vidéo d'aventure développé et édité par Microïds, sorti en 2001 sur Windows.

## Accueil
- Adventure Gamers : 3,5/5[1]
- GameSpot : 7/10[2]
- Jeuxvideo.com : 14/20[3]